# 光安青霞園茶舗
株式会社光安青霞園茶舗（みつやすせいかえんちゃほ）は、福岡県福岡市に本店をおく日本茶の小売卸売業。

## 歴史
1716年（享保元年）、初代の光安壮兵衛が博多官内町に茶問屋・光安青霞園の屋号で開業。かつては京都から茶を仕入れ、問屋業を営んでいた。昭和以降に主に八女茶を取り扱う小売業へ転換した。300年以上茶のみを扱う、博多を代表する老舗茶舗のひとつである。

## 商品
現在主に取り扱っている茶葉は八女茶と鹿児島茶の2か所。ただし産地にはこだわらず「お客様に最も美味しいと思える」茶を提供することをモットーとしている。これらを独自の配合で仕上げた煎茶や玉露、抹茶など取り扱っている。
茶葉のほか、抹茶生チョコレート、八女抹茶ガトー・オ・ショコラ「茶塊」、フィナンシェ、最中など、茶を使った菓子類も店内で提供し、一部販売している。
過去には都ホテル博多の開業2周年を記念したアフタヌーンティーの共同開発や、ファミリーマートとの「八女抹茶エクレア」の共同開発などを実施している。
2022年8月にJALのCM撮影に官内本店店内が使われた。

## 官内本店
- 所在地：福岡市博多区中呉服町8番1号
- 平成21年11月に建て替え。
- 店内に日本茶喫茶「茶愉 青霞」（ちゃゆ せいか）を併設[8]。

## 新天町店
- 所在地：福岡市中央区天神2丁目7-243新天町南通り
- 平成28年3月に改装。
- 店内に「緑茶テイクアウト」コーナーを併設[1]。